# واقنون
واقنون إحدى بلديات دائرة واقنون التابعة لولاية تيزي وزو.و تقع في منطقة القبائل.
تتكون واڨنون من 12 منطقة و هي:
1 جبلة. 5 ليكشابنة. 9 احديقاون افلا
2 تيقوبعين. 6 بودشيشة. 10 شالاواطي
3 اڨني بوذاي. 7 تيعوينين. 11 الما لوسيف
4 اقني اوزاراز. 8 امالو. 12 لاعزيب اوحداذ

## مواضيع ذات صلة
- بلديات ولاية تيزي وزو
- دوائر ولاية تيزي وزو